# Gébalkatúak
A gébalkatúak (Gobioidei) a sugarasúszójú halak (Actinopterygii) osztályába és a sügéralakúak (Perciformes) rendjébe tartozó alrend.
Többségük tenger vagy brakkvízben él. Hosszúkás testük mellett jellegzetes a kétrészes hátúszójuk. Életmódjukból adódóan jellemző rájuk a többé-kevésbé összenőtt tapadókorongszerű hasúszó, amelynek segítségével az aljzatra tudnak tapadni.

## Rendszerezés
Az alrendbe az alábbi családok sorolhatóak be:
- Küllőfélék (Eleotridae)
- Gébfélék (Gobiidae)
- Gobioididae
- Kraemeriidae
- Microdesmidae
- Alvógébfélék (Odontobutidae)
- Ptereleotridae
- Rhyacichthyidae
- Schindleriidae
- Trypauchenidae
- Xenisthmidae

## Galéria

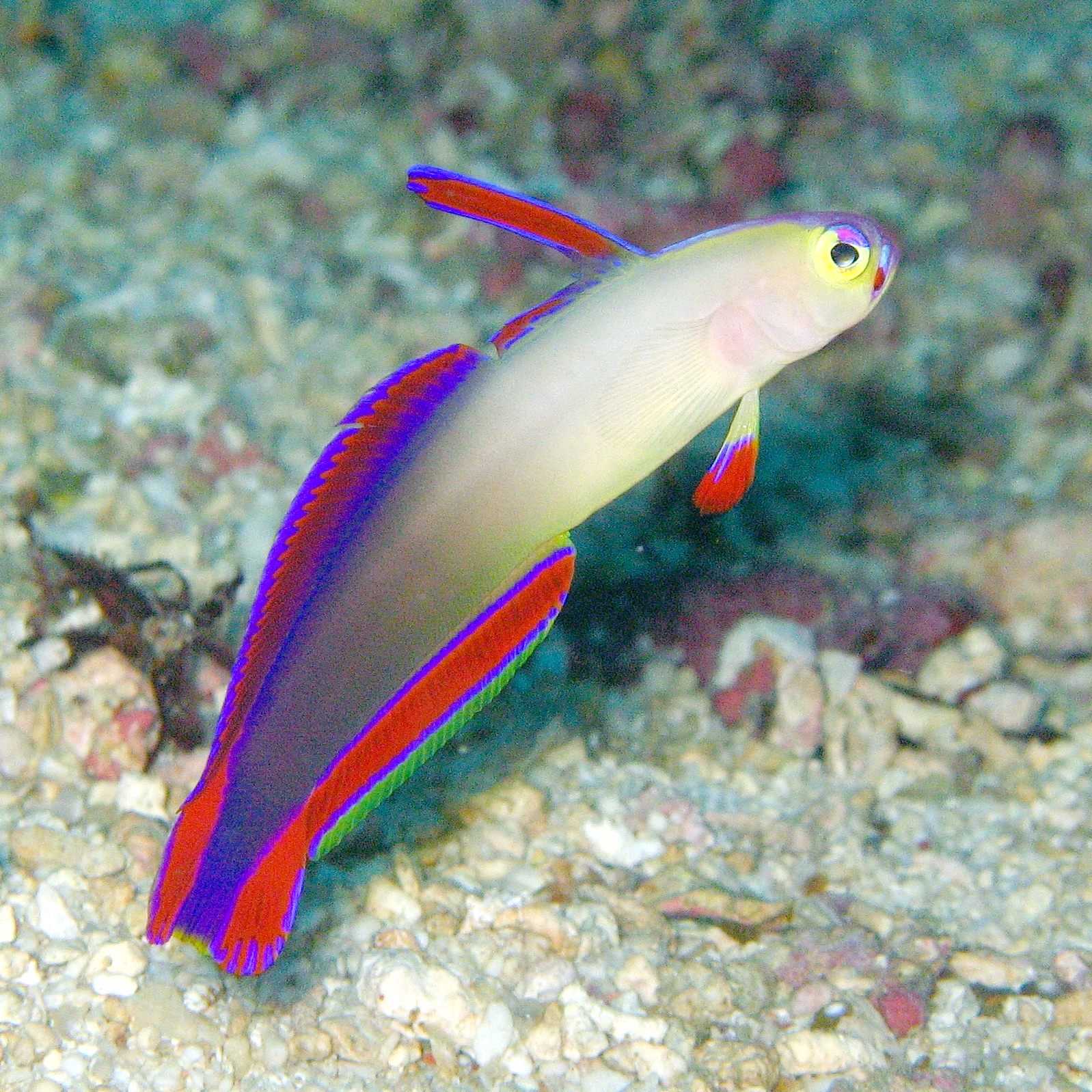
Nemateleotris decora a  Ptereleotridae család tagja.
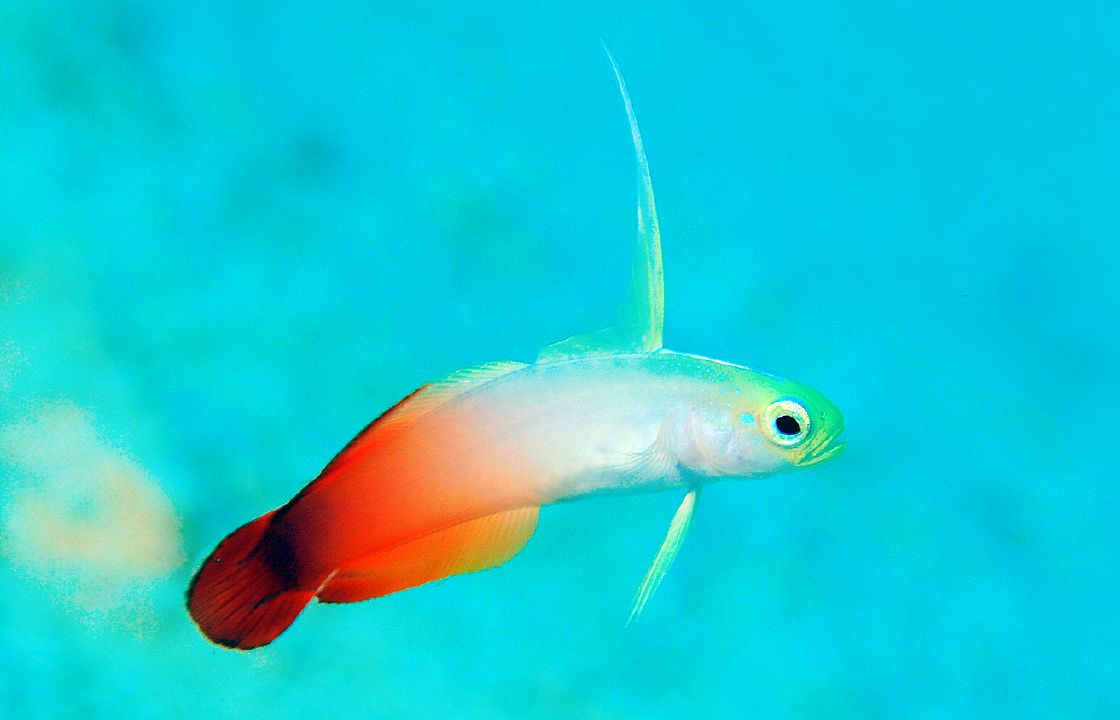
Nemateleotris magnifica a Microdesmidae család tagja.
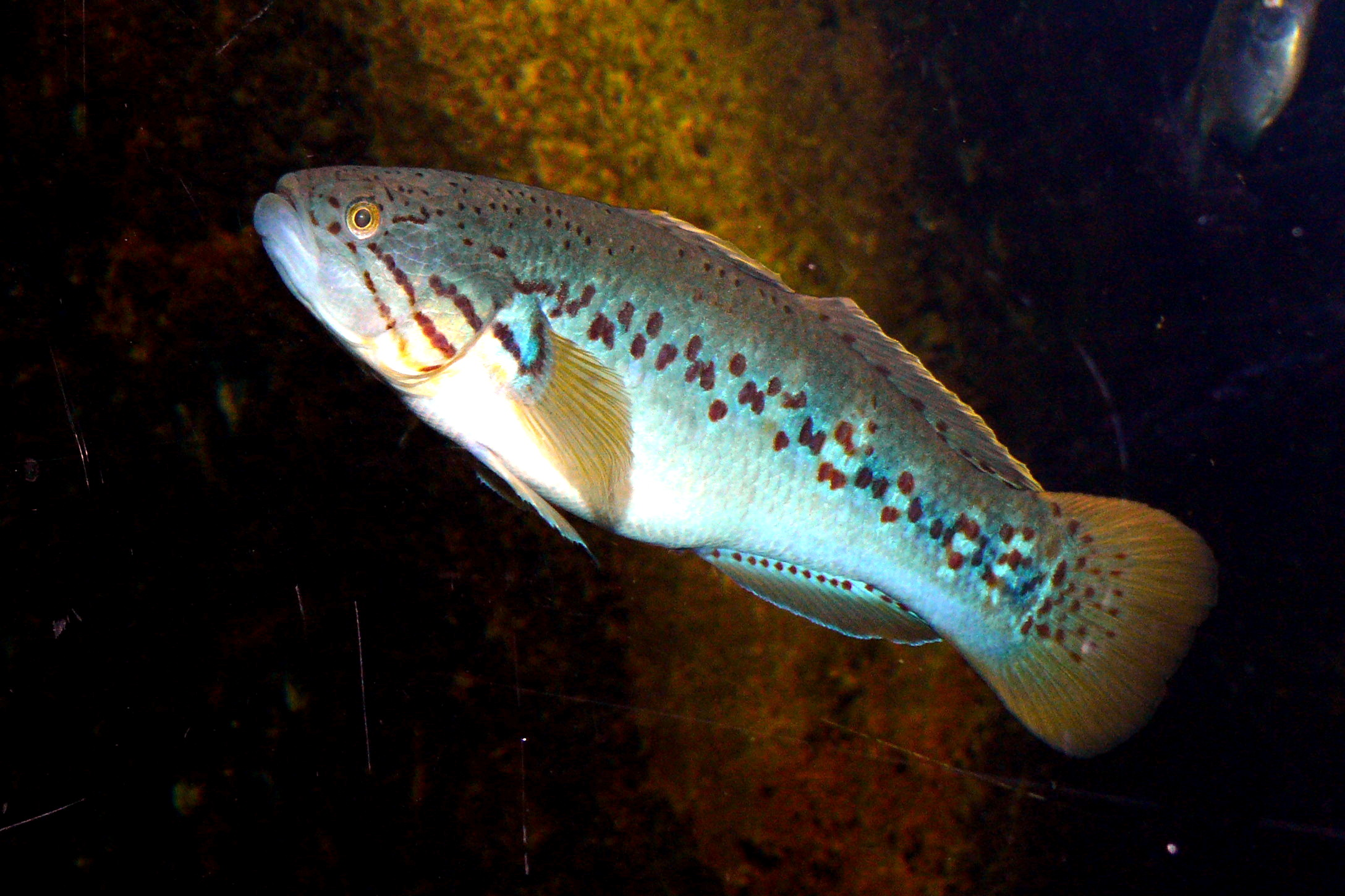
Mogurnda adspersa az Eleotridae család tagja.
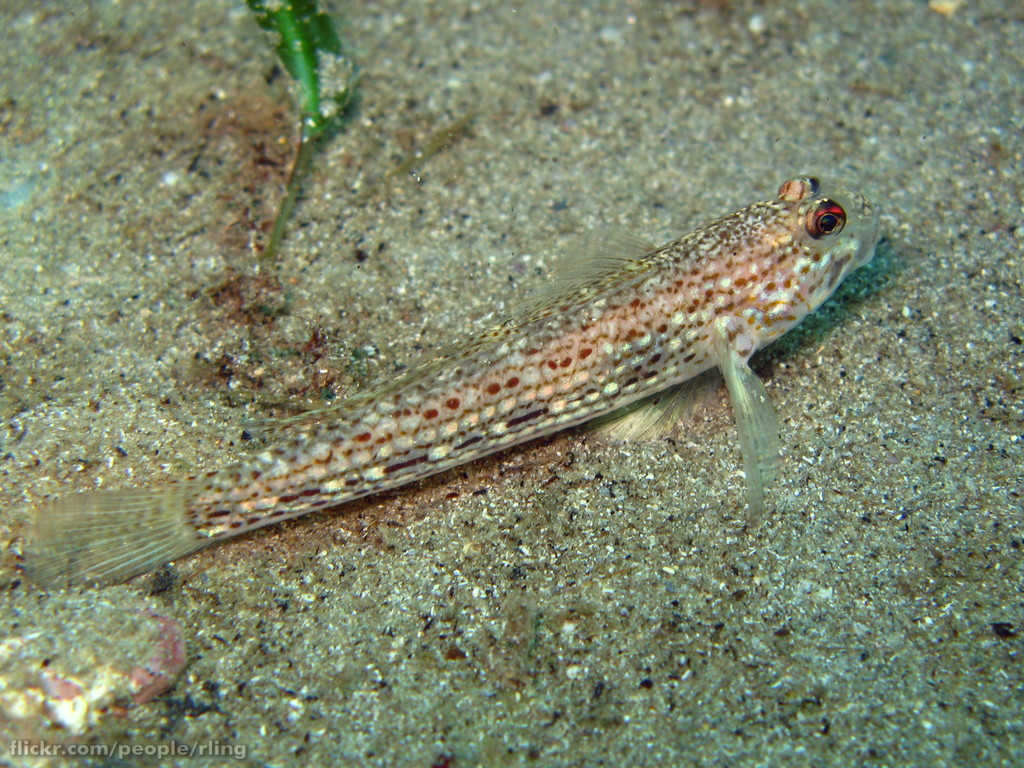
Istigobius hoesei a Gobiidae család tagja.